# Курт, Андреа
Андреа Курт (нем. Andrea Kurth; род. 30 сентября 1957, Брайтенбрунн, Саксония), в замужестве Шиппан (нем. Schippan) и Средцки (нем. Sredzki) — немецкая гребчиха, выступавшая за сборную ГДР по академической гребле во второй половине 1970-х годов. Чемпионка летних Олимпийских игр в Монреале, чемпионка мира, победительница многих регат национального и международного значения.

## Биография
Андреа Курт родилась 30 сентября 1957 года в коммуне Брайтенбрунн, ГДР. Проходила подготовку Дрездене в местном спортивном клубе «Айнхайт Дрезден».
Наивысшего успеха в своей спортивной карьере добилась в сезоне 1976 года, когда вошла в основной состав восточногерманской национальной сборной и благодаря череде удачных выступлений удостоилась права защищать честь страны на летних Олимпийских играх в Монреале. Совместно с Карин Метце, Габриеле Лос, Бианкой Шведе и рулевой Забине Хес заняла первое место в программе женских рулевых четвёрок, завоевав тем самым золотую олимпийскую медаль. За это выдающееся достижение по итогам сезона была награждена орденом «За заслуги перед Отечеством» в серебре.
После монреальской Олимпиады Курт ещё в течение некоторого времени оставалась в составе гребной команды ГДР и продолжала принимать участие в крупнейших международных регатах. Так, в 1977 году в восьмёрках она выиграла мировое первенство в Амстердаме, назвав эту победу даже более важной по сравнению с Олимпийскими играми, поскольку здесь ей доверили исполнять роль загребной. Тем не менее, на этом чемпионате мира она лишилась своего личного тренера Рихарда Векке, который во время соревнований перебежал в Западную Германию — это впоследствии привело к ухудшению её результатов.
На чемпионате ГДР 1978 года стартовала под фамилией мужа Шиппан: получила бронзу в восьмёрках и серебро в рулевых четвёрках.
Рассматривалась в числе кандидаток на участие в Олимпийских играх 1980 года в Москве, однако из-за травмы руки и перенесённой операции вынуждена была отказаться от поездки на Игры и вскоре завершила спортивную карьеру.
С 1980 года замужем за двукратным чемпионом мира по гребле Гердом Средцки, их сын Александр Средцки пошёл по стопам родителей и тоже занимался академической греблей, победитель и призёр юниорских и молодёжных мировых первенств.